# Vera Dua

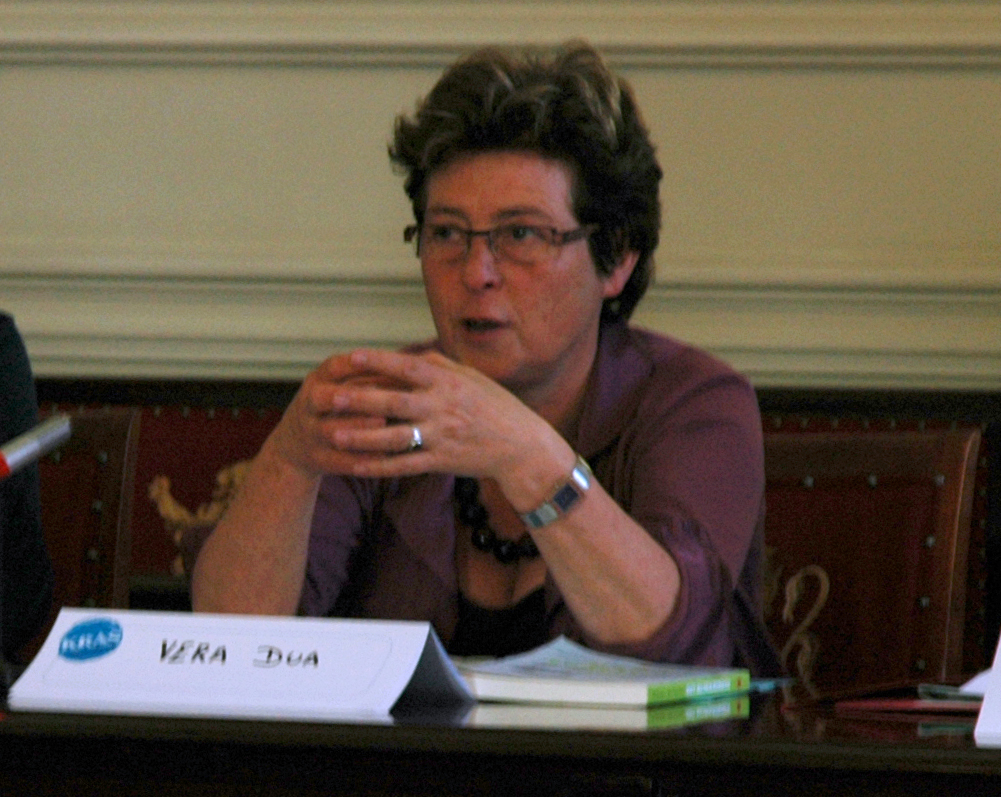
Vera Dua, 2008

Vera Agnes Roger Dua (* 25. Oktober 1952 in Gent) ist eine ehemalige belgische Politikerin der flämischen „grünen“ Partei Groen!.

## Leben
Dua studierte von 1975 an und wurde Agraringenieurin. Elf Jahre später promoviert sie in Agrarwissenschaft. Während der 1980er Jahre war sie wissenschaftliche Mitarbeiterin an der Universität Gent. Danach wurde sie Beamtin bei AMINAL, der Verwaltung für Umwelt-, Natur-, Land- und Wasser.
Seit 1984 ist Dua Mitglied der Partei Agalev. 1989 eroberte sie einen Sitz im Genter Gemeinderat. Zwei Jahre später wurde Dua in die Kamer gewählt. 1995 wechselte sie ins Vlaams Parlement. Dort führt sie u. a. die Opposition gegen den vormaligen Minister für Landbau Theo Kelchtermans (CD&V). Nach dem Wahlerfolg 1999 wurde sie Kelchtermans Nachfolgerin als Minister van Landwirtschaft und Umwelt.
Sie strebte als Ministerin danach, die Naturschutzgebiete zu erweitern. Außerdem wollte sie die landwirtschaftliche Überproduktion stark beschränken. Dadurch kriegte sie eine Menge Ärger mit den Bauern. Mit ihrer Unterschrift führte die flämische Regierung den Gesundheitstest für Neugeborene ein.
Nach der zweiten Wahlniederlage von Agalev bei den Bundeswahlen am 18. Mai 2003 gab sie das Ministeramt auf und ging in das flämische Parlament zurück. Ihr Nachfolger wurde ihr Parteigenosse Ludo Sannen.
Am 15. November 2003 wurde sie die Erste Vorsitzende der flämischen Grünen. Im November 2007 gab sie dieses Amt an Mieke Vogels ab. Vera Dua war Mitglied der Kommission für Ökonomie, Arbeit, Soziales und Energie im flämischen Parlament.
Von 2007 bis 2011 war Dua im Stadtrat von Gent aktiv. 2011 zog Dua sich aus der Politik zurück, sie betätigte sich 2024 aber nochmals als Vermittlerin bei Verhandlungen nach den Kommunalwahlen in Gent.